# Quadro de medalhas dos Jogos Pan-Americanos de 1999
Abaixo, as medalhas distribuidas nos Jogos Pan-Americanos de 1999 em Winnipeg, no Canadá. Os Estados Unidos mais uma vez lideraram o número de medalhas de ouro total de medalhas. Em negrito, o país sede.
| Quadro de Medalhas - Winnipeg 1999 | Quadro de Medalhas - Winnipeg 1999 | Quadro de Medalhas - Winnipeg 1999 | Quadro de Medalhas - Winnipeg 1999 | Quadro de Medalhas - Winnipeg 1999 | Quadro de Medalhas - Winnipeg 1999 |
| ---------------------------------- | ---------------------------------- | ---------------------------------- | ---------------------------------- | ---------------------------------- | ---------------------------------- |
| Pos.                               | País                               | Ouro                               | Prata                              | Bronze                             | Total                              |
| 1                                  | Estados Unidos                     | 106                                | 110                                | 79                                 | 295                                |
| 2                                  | Cuba                               | 70                                 | 40                                 | 47                                 | 157                                |
| 3                                  | Canadá                             | 64                                 | 52                                 | 80                                 | 196                                |
| 4                                  | Brasil                             | 25                                 | 32                                 | 44                                 | 101                                |
| 5                                  | Argentina                          | 25                                 | 19                                 | 28                                 | 72                                 |
| 6                                  | México                             | 11                                 | 16                                 | 30                                 | 57                                 |
| 7                                  | Colômbia                           | 7                                  | 17                                 | 18                                 | 42                                 |
| 8                                  | Venezuela                          | 7                                  | 16                                 | 17                                 | 40                                 |
| 9                                  | Jamaica                            | 3                                  | 4                                  | 6                                  | 13                                 |
| 10                                 | Guatemala                          | 2                                  | 1                                  | 1                                  | 4                                  |
| 11                                 | Bahamas                            | 2                                  | 0                                  | 1                                  | 3                                  |
| 12                                 | Chile                              | 1                                  | 4                                  | 7                                  | 12                                 |
| 13                                 | Porto Rico                         | 1                                  | 3                                  | 8                                  | 12                                 |
| 14                                 | República Dominicana               | 1                                  | 3                                  | 6                                  | 10                                 |
| 15                                 | Equador                            | 1                                  | 2                                  | 5                                  | 8                                  |
| 16                                 | Bermudas                           | 1                                  | 2                                  | 0                                  | 3                                  |
| 17                                 | Suriname                           | 1                                  | 0                                  | 1                                  | 2                                  |
| 18                                 | Antilhas Holandesas                | 1                                  | 0                                  | 0                                  | 1                                  |
| 19                                 | Peru                               | 0                                  | 2                                  | 6                                  | 8                                  |
| 20                                 | Uruguai                            | 0                                  | 1                                  | 3                                  | 4                                  |
| 21                                 | Barbados                           | 0                                  | 1                                  | 1                                  | 2                                  |
| 21                                 | Panamá                             | 0                                  | 1                                  | 1                                  | 2                                  |
| 23                                 | Ilhas Cayman                       | 0                                  | 1                                  | 0                                  | 1                                  |
| 23                                 | Honduras                           | 0                                  | 1                                  | 0                                  | 1                                  |
| 25                                 | Costa Rica                         | 0                                  | 0                                  | 1                                  | 1                                  |
| 25                                 | El Salvador                        | 0                                  | 0                                  | 1                                  | 1                                  |
| 25                                 | Trinidad & Tobago                  | 0                                  | 0                                  | 1                                  | 1                                  |